# Ponce-François Copette
Ponce-François Copette, dont le nom est parfois écrit Coppette, né à Rethel le 28 novembre 1711 et mort à Paris le 10 octobre 1781, fut principal du collège de Reims à Paris, docteur en théologie, prieur de Saint-Martin de Bazoches-en-Dunois, vicaire général de Reims et de Bourges, des Académies de Rome, de Florence et d‘Alexandrie, et fut l'un des administrateurs du collège de Louis-le-Grand.

## Biographie
Il naquit à Rethel, le 28 novembre 1711, de Gilles Copette et d’Anne Barthelemy.
Il commença ses études à Reims et vint à Paris en 1729, pour les y achever. Il fut boursier du collège de Reims, en 1730 et boursier par la fondation Perreau, en l'an 1732 
Il était en licence, lorsqu'il fut nommé principal du collège de Reims, le 9 janvier 1743 et installé le 4 février 1743. 
Il prit ensuite le bonnet de docteur, après s'être fait agréger à la maison de Navarre .
Amoureux des arts, son premier soin fut de rassembler une collection de tableaux, de dessins, d'esquisses, de gravures, de bustes, de vases antiques, etc. Au bout de quelques années, il parvint à se former un cabinet intéressant, qu'il s'empressait de montrer aux curieux, car il était extrêmement communicatif, et aimait à faire partager ses jouissances. Sans être artiste de profession, il porta la passion pour la peinture et la sculpture à un tel point, qu'il finit par acquérir une théorie profonde de ces deux arts, et toutes les connaissances qu’exige la qualité d’amateur.
Il comptait un grand nombre d'amis parmi les statuaires, les sculpteurs, les architectes, les peintres et les graveurs. Il était surtout lié d'une tendre amitié avec le célèbre Claude-Henri Watelet, homme de lettres spirituel et financier opulent, qui lui donna une marque particulière d’affection, en dessinant et en gravant lui-même son portrait.
Il rénova les bâtiments du collège. Il acheva de détruire les derniers vestiges de l'hôtel de Bourgogne, et en bouleversa les anciennes dispositions. La grande porte d'entrée, qui avait été tournée jusque-là devant Sainte-Barbe, fut établie par sa volonté sur la rue des Sept-Voies, en 1745. En 1762, il fit refaire le corps de logis sur la rue de Reims. Les travaux s'achevaient au moment de la réunion du collège à Louis-le-Grand, en 1762. 
En 1763, Watelet et lui partirent ensemble pour l'Italie ; ce voyage dura un an. Les deux amis, qui voyageaient en hommes en observateurs éclairés et judicieux, convinrent de rédiger, chacun de leur côté, le journal de leur voyage, et prirent l'engagement de ne se le communiquer qu'à leur retour à Paris.
Le Journal du voyage de l'abbé Copette, en 8 vol. in-12, resté manuscrit, plut beaucoup à Watelet; et, selon J.-B. Boulliot, « tous ceux qui l'ont vu s‘accordent à dire qu’il renferme des choses curieuses, et rendues d’une manière originale et piquante. »
Les deux amis reçurent, dans toutes les capitales où ils séjournèrent, des témoignages de la considération publique. Le roi de Sardaigne Charles-Emmanuel III de Sardaigne et le pape Clément XII les accueillirent d'une manière distinguée. Ils se lièrent, étant à Rome, avec les abbés Leseur et Jacquier, minimes champenois, que leur attachement réciproque avait rendus célèbres.
Il passa dans le cabinet du comte d'Angivillier, Charles Claude Flahaut de La Billarderie, dernier intendant des Bâtiments du roi.
Il meurt le 10 octobre 1781 dans les locaux du Collège de Reims.
Son importante bibliothèque fut dispersée à l'encan le lundi 26 novembre 1781, quelques semaines après son décès .

## Hommages
- Pierre de Saulx, un littéraire rémois, lui dédie : Réflexions sur la cérémonie du jour des Cendres - Épitre à Monsieur l'abbé Coppette, docteur de Sorbonne, etc. - Au retour de sa dangereuse maladie, après son voyage de Rome, Reims : Imprimerie B. Multeau, 1765 et dans Le Mercure de France, 1765, vol.1, p.64